# Przełęcz Kwarty
Przełęcz Kwarty – przełęcz położona na terenie Pasma Cisowskiego w Górach Świętokrzyskich na wysokości 330 m n.p.m. pomiędzy szczytami Góry Stołowej (423 m n.p.m.) oraz Wrześni (370 m n.p.m.). Bezpośrednio  przez przełęcz nie przebiega żaden znakowany szlak turystyczny, natomiast na południe od niej prowadzi niebieski szlak turystyczny Chęciny - Łagów. Poniżej przełęczy. przy szlaku znajduje się pomnik, upamiętniający miejsce kwater oddziału AK Mariana Sołtysiaka „Barabasza”.